# Mardor
Mardor ist eine französische Gemeinde mit 57 Einwohnern (Stand: 1. Januar 2022) im Département Haute-Marne in der Region Grand Est. Sie gehört zum Arrondissement Langres und zum Kanton Langres.

## Geografie
Die Gemeinde Mardor liegt an der Suize, neun Kilometer westlich von Langres. Sie ist umgeben von folgenden Nachbargemeinden:
| Ormancey |                                             |                |
|          | Kompassrose, die auf Nachbargemeinden zeigt | Saint-Ciergues |
| Voisines |                                             |                |

Durch das Gemeindegebiet von Mardor führt die Autoroute A31.

## Bevölkerungsentwicklung
| Jahr                       | 1962 | 1968 | 1975 | 1982 | 1990 | 1999 | 2008 | 2018 |
| -------------------------- | ---- | ---- | ---- | ---- | ---- | ---- | ---- | ---- |
| Einwohner                  | 51   | 46   | 43   | 38   | 57   | 54   | 63   | 50   |
| Quellen: Cassini und INSEE |      |      |      |      |      |      |      |      |